# Pride GP: Grand Prix 2003
Pride GP: Grand Prix 2003 est un jeu vidéo de combat développé et édité Capcom en 2003 sur System 246. Il a été porté sur PlayStation 2,.

## Portage
PlayStation 2